# Борисовский завод автотракторного электрооборудования
ОАО «Борисовский завод автотракторного электрооборудования» («БАТЭ») — белорусское специализированное предприятие по проектированию и производству стартеров и генераторов для двигателей грузовых и легковых автомобилей, автобусов, сельскохозяйственной техники и спецтехники. Расположено в городе Борисов. Крупнейшее промышленное предприятие Борисова, число работников около 4000 человек[когда?]. Является управляющей компанией холдинга «Автокомпоненты».

## История
Борисовский завод автотракторного электрооборудования работает с 1958 года. В советское время — неоднократный участник промышленных выставок и победитель отраслевых соцсоревнований. Многие работники завода стали лауреатами премий, награждены орденами и медалями. В 1977 году заводу «БАТЭ» присвоено звание имени 60-летия Великого Октября. Продукция завода экспортировалась в десятки стран.
После распада СССР завод акционирован, с 1994 года функционирует как ОАО «Борисовский завод автотракторного электрооборудования».
В 1990—2000-е годы продолжалось наращивание мощностей и разработка новых видов продукции. Среди постоянных потребителей продукции — ПО «БЕЛАЗ», ОАО «МАЗ», ОАО «АВТОВАЗ», ОАО «КАМАЗ», ОАО «ГАЗ», ОАО «УАЗ», АМО «ЗИЛ», ОАО «ЗМЗ», ОАО «ММЗ» и многие другие организации.
В 2014 году предприятие начало выпуск теплоизоляционных плит под маркой «БАТЭплекс». 11 августа 2017 года руководителем ОАО «БАТЭ» стал Александр Анатольевич Марченко.
В 2019 году Госкомимущество объявило о готовности продать 48,9 % акций «БАТЭ» (с сохранением в собственности Республики Беларусь пакета акций в размере 50 % +1 акция). Инвестором должна быть транснациональная корпорация, специализирующаяся на производстве автокомпонентов, с помощью которой будет осуществлено улучшение технического уровня участников холдинга, а также выход на новые рынки сбыта. Объем инвестиций в основной капитал в рамках совместного инвестиционного проекта участников холдинга должен быть не менее 80 млн долларов США.

## Спорт
При предприятии состоит футбольный клуб БАТЭ. Команда была основана в 1973 году, воссоздана в 1996 году. Является первым белорусским клубом, вышедшим в групповые этапы Лиги чемпионов и Лиги Европы. Победитель первого в истории розыгрыша Суперкубка Белоруссии.